# 第三代萨福克公爵埃德蒙·德拉波尔

德拉波尔的纹章。

第三代萨福克公爵和第六代萨福克伯爵埃德蒙·德拉波尔，嘉德骑士（1471年—1513年4月30日），英格兰贵族和士兵。第二代萨福克公爵约翰·德拉波尔和约克的伊丽莎白的儿子。他通过母亲成为英格兰国王爱德华四世和理查三世的外甥，以及爱德华五世和约克公爵什鲁斯伯里的理查（塔里的王子）和亨利七世的王后约克的伊丽莎白的表兄弟。
虽然约克王朝男系随着第十七代沃里克伯爵爱德华·金雀花的死断绝，波尔家族起初也对英格兰都铎王朝国王宣誓效忠，但他们后来试图作为约克王朝女系觊觎者宣称王位。埃德蒙最终在伦敦塔被处决。

## 约克王朝宣称权

德拉波尔的纹章

埃德蒙的母亲伊丽莎白是第三代约克公爵理查·金雀花和塞西莉·内维尔的第二个成活的女儿，爱德华四世和拉特兰伯爵埃德蒙的妹妹，约克的玛格丽特、第一代克拉伦斯公爵乔治·金雀花和理查三世的姐姐。埃德蒙的祖父母分别是第一代萨福克公爵威廉·德拉波尔和爱丽丝·乔叟。威廉在百年战争中是英格兰重要的军人和指挥官，还担任过英格兰的宫务大臣。爱丽丝则是托马斯·乔叟和毛德·伯格什的女儿。托马斯三度担任下院议长，任英格兰首席管家约三十年。托马斯又是诗人乔弗雷·乔叟的儿子。

## 效力都铎王朝
埃德蒙的兄长林肯伯爵约翰是舅父理查三世指定的继承人，并得到抚恤金和对玛格丽特·博福特的土地财产的继承权。埃德蒙在舅父理查三世的加冕礼上被封为巴思骑士，且出席了1487年11月25日他的表姐王后约克的伊丽莎白的加冕礼。但在博斯沃思平原战役后，亨利七世继位后，林肯没有图谋王位，而是宣誓效忠。1487年，林肯加入兰伯特·西姆内尔的叛乱，在斯托克战役中被杀。
兄长死后，埃德蒙成为约克派的首要王位觊觎者。他于1492年继承萨福克公爵。埃德蒙参加了1492年10月的布洛涅围城战。但在1492/3年的2月26日，他通过契约与亨利七世达成一致，放弃萨福克的公国（显然也包括侯国）地位，从此仅称萨福克伯爵，1495年议会法案对此正式批准。考虑到埃德蒙的此次弃权和“该埃德蒙对陛下所做的真正和勤勉的服务”，国王于1487年将其兄林肯伯爵约翰被没收的土地的一部分折价5,000镑授予他。
他是1497年6月17日抵抗康沃尔叛军的领袖之一。然而，在1498年米迦勒節期间，他因谋杀皇座法庭而被起诉，尽管后来被赦免，他还是于1499年7月逃到了吉讷，9月后返回英格兰。他那时被记录为“粗壮勇敢”。1500年5月5日，他在坎特伯雷见证了亚瑟王子与阿拉贡的卡塔莉娜的婚约。然后，他前往法国，于13日抵达，并于1500年6月9日在加来出席了国王与马克西米连一世皇帝的独子菲利普大公的会面。

## 约克王朝觊觎者
1501年8月，他和弟弟理查再次在未经王室许可下离开英格兰（显然是在詹姆斯·蒂雷尔的协助下，他后来因这些行为被处决了），并在蒂罗尔会合马克西米连一世，仍声称萨福克公爵的前头衔，也被称为“白玫瑰”（约克王朝觊觎者）。因为他的这些所谓的谋叛行为，1502年12月26日，他在伊普斯维奇被宣布为逃犯，并与其弟威廉（1502年初因被怀疑而被捕送往伦敦塔，此后再未离开）和理查在1503/4年1月的议会上被剥夺公民权，他自1499年7月1日起所有的荣誉也在当时被没收。西沃德说，这段时间直到埃德蒙去世前，他一直用东盎格利亚和伦敦的一位名叫托马斯·基林沃思的绅士作为管家，基林沃思后来获得了王室赦免。
1502年7月28日，马克西米连一世在奥格斯堡签署了一项条约，以10,000镑为代价承诺不帮助英格兰叛军。尽管如此，萨福克还是被允许于1502-1504年间留在艾克斯，尽管因为欠债，他离开时需要留下弟弟理查作为人质。大约在1504年4月他离开艾克斯试图在弗里斯兰会合萨克森公爵时，他被海尔德公爵囚禁在哈特姆，随后被菲利普大公囚禁在纳慕尔，直到1506年。

## 囚禁和处决
先前菲利普在航行中被吹离了航道，不情愿也意外地成为了英格兰的亨利七世的访客。为了再次启航以宣称其妻对卡斯蒂利亚的继承权，菲利普被亨利说服交出萨福克伯爵。1505/6年3月末，萨福克抵达伦敦，被亨利送到伦敦塔。
亨利七世和伊丽莎白的儿子亨利八世即位时，仍在塔中的埃德蒙（和他的两个弟弟）被排除在1509年4月30日新国王的大赦令之外。在塔里被囚禁了7年之后，他（因为弟弟理查已加入当时正与英交战的法军）在未经更进一步的诉讼的情况下在大约42岁时在伦敦塔山被斩首。
蒙田在《散文》中称亨利七世在遗言中命令儿子在自己死后立即处死萨福克，并批评亨利作为父亲要求儿子做自己不愿做的事。

## 婚姻与家庭
1496年10月10日前，埃德蒙娶了博尔顿的第四代斯克罗普男爵亨利·斯克罗普的次子骑士理查·斯克罗普爵士的女儿玛格丽特。玛格丽特死于1515年。他们只有一个女儿伊丽莎白，后为修女，于1515年在伦敦没有奥尔德盖特的女修道院死于鼠疫。
埃德蒙的弟弟理查·德拉波尔自称萨福克伯爵，成为新的约克派王位觊觎者，直至在1525年2月24日死于帕维亚之战。

## 流行文化
在2019年Starz电视频道的电视连续剧《西班牙公主》中，尼克·巴伯扮演埃德蒙。

## 资料
- Chrimes, S.B. . Yale University Press. 1977.
- Laynesmith, J.L. . Oxford University Press. 2004.
- Pryde, E.B.; Greenway, D.E. (编). . Cambridge University Press. 2003.
- Pugh, T.B. . Bernard, G.W.  (编). . Manchester University Press. 1992.

## 延伸阅读
- Ewelme – The fall of the de la Pole family 的存檔，存档日期29 September 2011.
- Original Letters Illustrative of English History, including numerous Royal Letters by Sir Henry Ellis, K.H., F.R.S., Principle Librarian of the British Museum, 3rd series, volume 1, London, 1846. (Many references).
- The Complete Peerage by G.E. Cockayne, edited by Geoffrey H. White, F.S.A., F.R.Hist.S., vol. xii, part 1, London, 1953, pp. 451–453 and notes.
- Plantagenet Ancestry by Douglas Richardson, Baltimore, Md., 2004, p. 690.
- The Last White Rose by Desmond Seward, New York, 2013, ISBN 978-1-60598-549-7

| 英格蘭貴族爵位         | 英格蘭貴族爵位                                                                                | 英格蘭貴族爵位         |
| ---------------------- | --------------------------------------------------------------------------------------------- | ---------------------- |
| 前任者： 约翰·德拉波尔 | 萨福克公爵 1492–1493                                                                          | 放弃                   |
| 前任者： 约翰·德拉波尔 | 萨福克伯爵 1493–1504                                                                          | 没收                   |
| 王位覬覦者             |                                                                                               |                        |
| 前任者： 珀金·沃贝克   | — 名义上的 — 英格兰国王 爱尔兰领主 约克王朝宣称者 1501–1513 继位失败原因： 王朝被都铎家族废黜 | 繼任者： 理查·德拉波尔 |